# Parafia Przemienienia Pańskiego w Krowicy Samej
Parafia Przemienienia Pańskiego w Krowicy Samej – parafia rzymskokatolicka znajdująca się w dekanacie Lubaczów, w diecezji zamojsko-lubaczowskiej. 
Parafia erygowana została 24 lutego 1970 roku. 
Do parafii należą wierni z następujących miejscowości: Budomierz, Krowica Hołodowska, Krowica Lasowa i Krowica Sama. 
Liczba parafian: 1500.